# Jacques Hoefnagels
Jacobus (Jacques of Jacob) Aloÿsius Cornelius Hoefnagels (Antwerpen, 6 oktober 1826 - Berchem, 23 juni 1891) was een Belgisch advocaat en politicus voor de Katholieke Partij.

## Levensloop
Hoefnagels doorliep zijn humaniora aan het Atheneum van Antwerpen en studeerde vervolgens aan de Universiteit van Leuven, alwaar hij in 1851 afstudeerde als doctor in de rechten. Als student was hij actief bij 'Met Tijd en Vlijt'. Omstreeks 1854 vestigde hij zich als advocaat in zijn geboortestad, alwaar hij inwoonde bij de familie van zijn echtgenote (de dochter van Henri Mermans, met wie hij elf kinderen kreeg). De zwager van zijn vrouw was Benoît Caers, gedeputeerde van de provincie Antwerpen.
Ook werd hij zelf ook politiek actief. Bij de gemeenteraadsverkiezingen van 30 oktober 1863 werd hij verkozen tot gemeenteraadslid en nog datzelfde jaar (17 december 1863) volgde hij Joannes Noten op als schepen. In 1865 werd hij aangesteld als dienstdoend burgemeester, na het overlijden van Joseph Dierckx. Op 13 maart 1866 volgde zijn officiële benoeming tot burgemeester. Daarnaast werd hij bij de provincieraadsverkiezingen van 27 mei 1878 verkozen tot provincieraadslid. Op 2 juli 1878 werd hij hiervan aangesteld als ondervoorzitter en vanaf 7 juli 1885 als voorzitter. Op 4 februari 1889 stapte hij uit de politiek (hij werd als burgemeester opgevolgd door Pierre Dierckx), nadat hij was benoemd tot afdelingsoverste in de provinciale administratie. Kort voor zijn dood, in 1890, promoveerde hij er tot directeur.
Hoefnagels was betrokken bij de oprichting van de 'Turnhoutsche Katholieke Kiesvereniging' in 1875 (die op haar beurt in 1884 aansloot bij de Federatie van Katholieke Kringen en Conservatieve Verenigingen) en had een uitgesproken katholiek profiel. Zo voerde hij hevig strijd tegen de schoolwet van 1879 (Wet-Van Humbeeck). Daarnaast stond hij bekend voor zijn redenaarstalent en was hij een felle pleitbezorger van het Nederlands als bestuurstaal. Zo hield hij in 1889 een betoog in de Antwerpse provincieraad over het gebruik van het "Vlaams" en bracht hij naar aanleiding van het overlijden van gouverneur Charles du Bois de Vroylande in december 1888 een Nederlandstalige lijkrede. Onder zijn bestuur werd het Sint-Elisabethgasthuis afgebroken en ondergebracht in een nieuw (monumentaal) gebouw. Ook verdrievoudigde het aantal leerlingen in het lageronderwijs (van 442 leerlingen in 1866 naar 1459 in 1889) en verdubbelde de leerlingenpopulatie van de tekenschool (van 119 lln. naar 244 in dezelfde periode). Ten slotte werd er ook een muziekschool opgericht.
In juni 1878 kreeg hij het ereteken van ridder in de Orde van Leopold II. In het Taxandriamuseum bevindt zich een postuum (1935, vermoedelijk in opdracht van François du Four) door Charles Vander Velpen met houtskool vervaardigd portret van hem.